# مقالات في كلمات
مقالات في كلمات هو كتاب من تأليف علي الطنطاوي أصدر عام 1959 م، ويتضمن مقالات صغيرة موجزة، ولذلك وصفها كاتبها بأنها «في كلمات». وقد ضم الكتاب من هذه المقالات مئة وثلاث عشرة مقالة، أكثرها لا يجاوز الصفحتين. وهو يقع في 300 صفحة من القَطْع المتوسط (14×21).

## نبذة
ومبدأ هذه المقالات -كما جاء في مقدمة المؤلف للكتاب- أن صاحب جريدة «النصر»، وديع الصيداوي، طلب إليه عام 1949م أن يكتب عنده زاوية يومية بعنوان «كل يوم كلمة صغيرة»، فمشى بها زماناً. ثم انتقل إلى جريدة «الأيام» عند نصوح بابيل، واستمر بها سنين فتجمّع لديه منها مئات ومئات.
قال في المقدمة التي كتبها للطبعة الجديدة من الكتاب عام 1990م: «وجاءت (أي هذه المقالات) بأسلوب جديد، أقرؤه الآن فأرتضيه -ولست أرتضي كل ما كنت كتبت- ولكن موضوعاتها يومية يموت الاهتمام بها بموت يومها. وقد استمرت سنين فتجمّع لديّ منها مئات ومئات. فلما ألّف الدكتور مصطفى البارودي وإخوان له من الشباب لجنةً للتأليف والنشر دفعتُها إليهم ليختاروا منها ما يجمعونه في الكتاب الذي طلبوه مني، واختاروا طائفة منها في كتاب صغير دعوه» كلمات«. ثم نشرتُ مجموعة منها أكبر في كتاب» مقالات في كلمات«وبقي عندي منها الكثير الكثير». وفي مقدمة الطبعة الأولى التي كُتبت عام 1959م: «كنت في سنة 1949م أكتب في جريدة «النصر» أولاً ثم في «الأيام» آخراً كلمات بعنوان «كل يوم كلمة صغيرة». ولبثت على ذلك سنوات اجتمع لديّ فيها ركام منها، منه ما لا يُقرأ إلا في يومه، وقد أهملته واطّرحته، ومنه ما يُقرأ في كل الأوقات، وقد اخترت منه هذه الكلمات».
والمقالات متنوعة في موضوعاتها واهتماماتها لأنها كُتبت في أزمنة متباينة، فكثير منها يعالج مشكلات اجتماعية مثل: "نظام" و"الزواج بالأجنبيات" و"شحّادون" و"كوّاء"، أو يدافع عن الفقراء والضعفاء مثل: "أجير الخبّاز" و"طفلان)) و"إلى الأغنياء" و"أكرموا الفلاحين". ومنها مقالات تهتم بالمشكلة الأخلاقية والدعوة إلى الفضيلة مثل: "مشكلة وجيه" و"هكذا قال زرادشت" و"بائعة اليانصيب" و"آلآن يا بنت؟". وفي الكتاب مقالات تربوية منها "أدب الأطفال" و"سهر الأولاد" و"يبيع الجرائد". ومقالات في مشكلات الأزواج والأسرة منها "هكذا فاصنعوا لهن" و"طلاق" و"الجهاز" و"علاج الخصام". ومقالات وطنية منها "أبطال صغار" و"منجم ذهب" و"نعم، لقد هُزمنا". ومقالات تاريخية منها "موقف عالم" و"طريق النصر" و"خبر من السيرة". ومقالات فلسفية منها "الحق والقوة" و"لا أؤمن بالإنسان" و"الثبات". ومقالات ثقافية منها "الثقافة في خطر" و"دفاع عن العربية" و"المذهب الرمزي كما أفهمه".

## المقالة الأخيرة
آخر مقالة في الكتاب فهي «وداع» قال فيها: «يا قرّائي، السلام عليكم. سلام وداع، لا سلام لقاء. وداعاً يا قرّاء، وشكراً لكم على ما أفضلتم عليّ... فلقد عشت عمري أترجم للناس حديث السواقي في أذن الزمان، أرسم صور المجد وتهاويل الأماني... فأنزلتموني من سماء الأحلام إلى أرض الواقع، وغمستم هذا القلم في مشاكل الطحّانة والخبّازة واللصوص والأشرار وأوحال الطريق، بعدما عاش دهراً لا يعرف إلا مشاكل القلوب... وأرخصتم في سوق الصحافة أسلوبي، فاختفى ذاك البريق من بياني، وجفّ الماء الذي كان يتسلسل على لساني. أفليس لي -بعد هذا كله- أن أستريح؟ بلى، وسيتنفس أقوام الصعداء على أن خلا مكاني، وستفرح قلوب كنت عليها غماً، وتنام عيون كنت أحرمها لذيذ المنام. والسلام عليكم يا قرائي، ولا» كلمة صغيرة«بعد اليوم».

## وصلات خارجية
- موقع علي الطنطاوي نسخة محفوظة 10 فبراير 2014 على موقع واي باك مشين.